# Ponts de l'Azerbaidjan

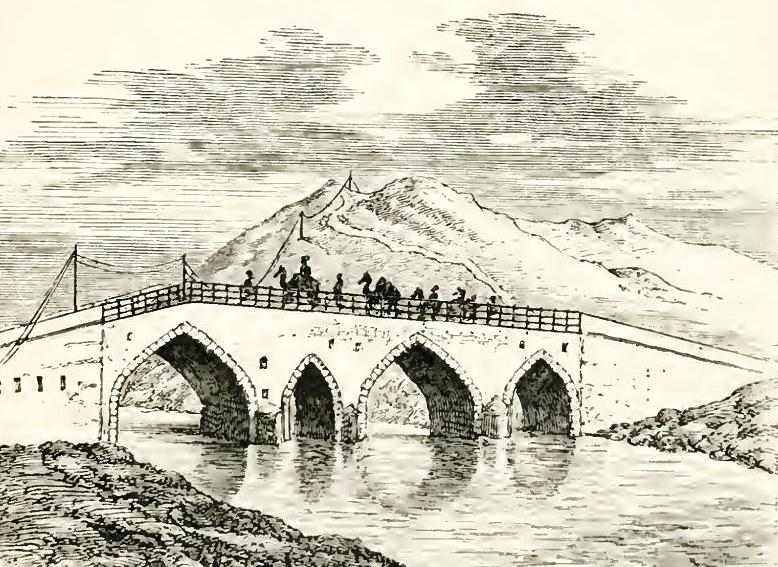
El Pont Vermell entre Geòrgia i l'Azerbaidjan.

Aquest article recull, en forma de taula, una llista de ponts de l'Azerbaidjan i té com a objectiu presentar els ponts més notables del país, tant per les seves dimensions, com pel seu interès arquitectònic o històric.
Es fa menció expressa dels enllaços al lloc Structurae, una destacada base de dades i galeria de les estructures internacionals. La llista es pot classificar d'acord amb les diferents entrades de la taula per veure els ponts i estructures d'arc, o l'exemple més recent.
Les columnes «va» i «longitud», expressades en metres, respectivament, indiquen la distància entre les torres del tram principal i la longitud total de l'obra, inclosos els viaductes d'accés.

## Ponts històrics
| º      |                             |            |                                 |              |            |           |
| ------ | --------------------------- | ---------- | ------------------------------- | ------------ | ---------- | --------- |
| Imatge | Nom                         | Travessa   | Localització                    | Longitud (m) | Any servei | Tipus     |
|        | Pont Vermell                | Riu Khrami | Qazax a la frontera amb Geòrgia | 175          | Segle XI   | Maçoneria |
|        | Primer pont de Khoda Afarin | Riu Aras   | Cəbrayıl a la frontera amb Iran | 160          | Segle XI   | Maçoneria |
|        | Segon pont de Khoda Afarin  | Riu Aras   | Cəbrayıl a la frontera amb Iran | 120          | Segle XIII | Maçoneria |

## Ponts moderns
| º      |                     |          |                                   |              |            |                  |
| ------ | ------------------- | -------- | --------------------------------- | ------------ | ---------- | ---------------- |
| Imatge | Nom                 | Travessa | Localització                      | Longitud (m) | Any servei | Tipus            |
|        | Pont de tirants     |          | Bakú                              | 358          | 2012       | Formigó pretesat |
|        | Pont de l'Esperança | Riu Aras | Sadarak a la frontera amb Turquia | 288          | 1992       | Formigó pretesat |